# Brianna Hildebrand

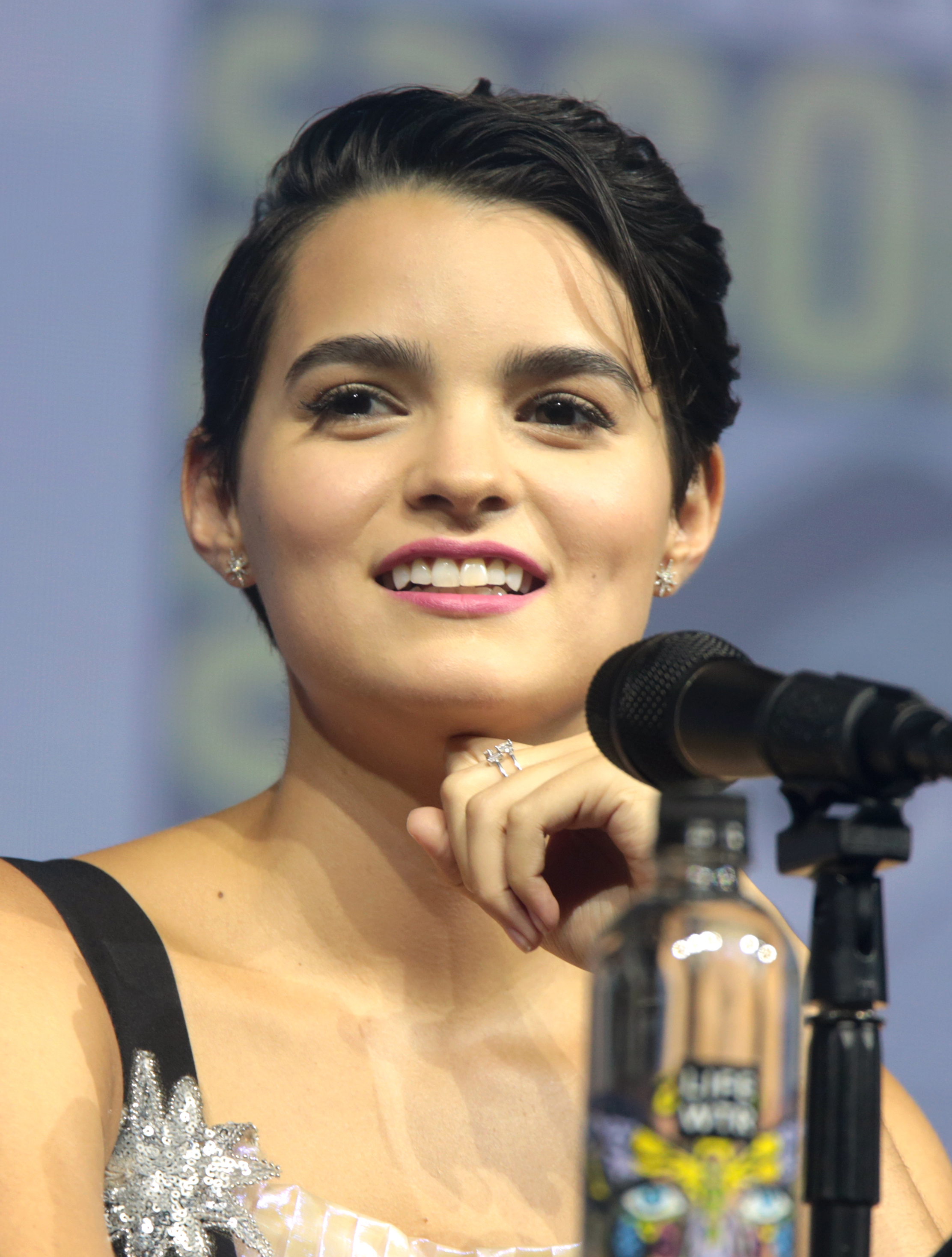
Brianna Hildebrand auf der San Diego Comic Con 2018

Brianna Hildebrand (* 14. August 1996 in College Station, Texas) ist eine US-amerikanische Schauspielerin. Einem breiten Publikum wurde sie 2016 durch ihre Rolle als Ellie Phimister / Negasonic Teenage Warhead in dem Superheldenfilm Deadpool bekannt.

## Karriere
Ihr Schauspieldebüt gab sie 2014 in der Webserie Annie Undocumented, 2015 wirkte sie in der Produktion Prism und dem Kurzfilm The Voice Inside mit. 2016 folgten die Rollen in Deadpool und First Girl I Loved.

## Filmografie (Auswahl)
- 2014: Annie Undocumented (Webserie)
- 2015: Prism
- 2015: The Voice Inside (Kurzfilm)
- 2016: Deadpool
- 2016: First Girl I Loved
- 2017: Tragedy Girls
- 2017: The Exorcist (Fernsehserie, 10 Episoden)
- 2018: Deadpool 2
- 2018: Love Daily (Fernsehserie, Episode 1x14 Group)
- 2019: Momster (Kurzfilm)
- 2019–2020: Diebische Elstern (Trinkets, Fernsehserie, 2 Staffeln)
- 2019: Chaos auf der Feuerwache (Playing with Fire)
- 2020: Runt
- 2021: Lucifer (Fernsehserie, Staffel 6)
- 2022: Die Zeitreisende: Für immer Dein
- 2024: Deadpool & Wolverine